# Mimopsestis albogrisea
Mimopsestis albogrisea is een vlinder uit de familie van de eenstaartjes (Drepanidae). De wetenschappelijke naam van de soort is voor het eerst geldig gepubliceerd in 1942 door Mell.